# Lothar Bluhm
Lothar Bluhm (* 25. April 1958 in Wuppertal) ist ein deutscher Germanist und Kulturhistoriker.

## Werdegang
Zwischen 1979 und 1985 studierte Bluhm Germanistik, Geschichte, Erziehungswissenschaften und Philosophie an der Bergischen Universität Wuppertal. Nach seinem Ersten Staatsexamen arbeitete er als Dozent für Neuere deutsche Literaturgeschichte im Fachbereich Sprach- und Literaturwissenschaften der Bergischen Universität Wuppertal. Als Mitarbeiter am Lehrstuhl für Deutsche Philologie (einschließlich Volkskunde) war er an einer Vielzahl von Editionen im Bereich der Historischen Erzählforschung beteiligt und veröffentlichte zu den Brüdern Grimm und in der Märchenforschung. 1990 promovierte er mit einer Arbeit über das Tagebuch zum Dritten Reich. 1996 habilitierte er sich für Neuere deutsche Literaturwissenschaft mit einer wissenschaftsgeschichtlichen Untersuchung zum Kommunikationssystem der frühen deutschen Philologie. In der folgenden Zeit war er zuerst Lehrstuhlvertreter an der Bergischen Universität, bis er 2002 einem Ruf auf einen Lehrstuhl für Germanische Philologie (Linguistik und Literatur) an die Universität Oulu in Finnland folgte. Er war dort u. a. auch für den Bereich Internationale Wirtschaftskommunikation zuständig. Seit 2006 lehrt Bluhm als Professor für Neuere deutsche Literaturwissenschaft und Kulturwissenschaft an der Universität Koblenz-Landau, seit 2023 Rheinland-Pfälzische Technische Universität Kaiserslautern-Landau, Standort Landau.
Sein Schriftenverzeichnis weist zahlreiche Veröffentlichungen zum Gesamtbereich der deutschen Literatur auf. Schwerpunkte der wissenschaftlichen Tätigkeit sind die Literatur, Gesellschaft und Wissenschaft um 1800, die Märchenforschung, die Literatur der Klassischen Moderne, die zeitgenössische Literatur und die Motiv- und Toposforschung. Seit 1988 zeichnet Bluhm als Schriftleiter, seit 2002 zudem als Geschäftsführender Herausgeber für die germanistische Fachzeitschrift Wirkendes Wort verantwortlich und ist seit 2000 (Mit-)Herausgeber des Else Lasker-Schüler-Jahrbuchs zur Klassischen Moderne. Er ist Herausgeber oder Mitherausgeber mehrerer literatur- oder kulturwissenschaftlicher Reihen und Mitglied im Wissenschaftlichen Rat der Brüder Grimm-Gesellschaft.

## Preise und Auszeichnungen
- 1991 Träger eines Förderpreises der Bergischen Universität Wuppertal für die Dissertationsschrift von 1990.
- 2006 Verleihung einer Dozentur an der Universität Oulu/Finnland; Ernennung zum Dozenten für Neuere deutsche Literatur.

## Publikationen (Auswahl)
- Das Tagebuch zum Dritten Reich. Zeugnisse der Inneren Emigration von Jochen Klepper bis Ernst Jünger. (= Studien zur Literatur der Moderne, Bd. 20) Bonn: Bouvier-Verlag, 1991.
- Grimm-Philologie. Beiträge zur Märchenforschung und Wissenschaftsgeschichte. (= Schriftenreihe Werke der Brüder Jacob Grimm und Wilhelm Grimm, Bd. 2) Hildesheim: Olms-Weidmann, 1995.
- Die Brüder Grimm und der Beginn der Deutschen Philologie. Eine Studie zu Kommunikation und Wissenschaftsbildung im frühen 19. Jahrhundert (= Spolia Berolinensia, Bd. 11). Hildesheim: Weidmannsche Verlagsbuchhandlung, 1997.
- Begegnungen. Studien zur Literatur der Klassischen Moderne. Oulu: Yliopistopaino, 2002.
- Auf verlorenem Posten. Ein Streifzug durch die Geschichte eines Sprachbildes. (= KOLA Koblenz-Landauer Studien zu Geistes-, Kultur- und Bildungswissenschaften, Bd. 11) Trier: Wissenschaftlicher Verlag Trier, 2012.
- Märchen als Literatur aus Literatur. Die „Kinder- und Hausmärchen“ der Brüder Grimm. Berlin, Heidelberg: Metzler, 2022.

## Festschriften
- Stephan Merten, Gabriela Scherer, Björn Hayer und Kathrin Heintz (Hrsg.): Fakten und Vorbehalte. Festschrift für Lothar Bluhm zum 60. Geburtstag. (= KOLA Koblenz-Landauer Studien zu Geistes-, Kultur- und Bildungswissenschaften, Bd. 21) Trier: WVT, 2018.
- Janin Aadam, Michael Bahn, Kathrin Heintz und Walter Kühn (Hrsg.): "Maschentausendabertausendweit". Texte deuten. Festschrift für Lothar Bluhm. Band 1: "Maschentausend...". (= KOLA Koblenz-Landauer Studien zu Geistes-, Kultur- und Bildungswissenschaften, Bd. 39) Trier: WVT, 2025.
- Janin Aadam, Michael Bahn, Kathrin Heintz und Walter Kühn (Hrsg.): "Maschentausendabertausendweit". Texte deuten. Festschrift für Lothar Bluhm. Band 2: "...abertausendweit". (= KOLA Koblenz-Landauer Studien zu Geistes-, Kultur- und Bildungswissenschaften, Bd. 40) Trier: WVT, 2025.